# 舍夫吕
舍夫吕（法語：Chevru，法語發音：[ʃəvʁy] ⓘ）是法国塞纳-马恩省的一个市镇，属于莫城区。

## 地理
舍夫吕（48°44'8"N, 3°11'42"E）面积13.94 平方千米，位于法国法蘭西島大區塞纳-马恩省，该省份为法国北部内陆省份，北起瓦兹省，西接埃松省、马恩河谷省、塞纳-圣但尼省和瓦兹河谷省，南至卢瓦雷省，东南接约讷省，东临马恩省和奥布省，东北接埃纳省。
与舍夫吕接壤的市镇（或旧市镇、城区）包括：达尼、阿米伊、布里地区舒瓦西、弗雷图瓦、布里地区勒东、布里地区马罗勒。

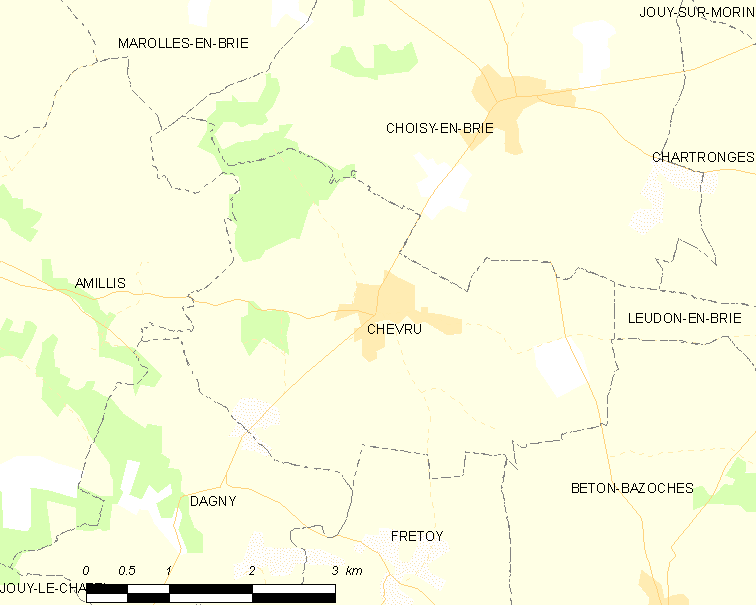
舍夫吕的OSM定位图

舍夫吕的时区为UTC+01:00、UTC+02:00（夏令时）。

## 行政
舍夫吕的邮政编码为77320，INSEE市镇编码为77113。

## 政治
舍夫吕所属的省级选区为库洛米耶县。

## 人口

1962-2008年间舍夫吕人口变化图示

舍夫吕于2022年1月1日时的人口数量为1026人。